# Gerhard Hoffmann (Kapellmeister)

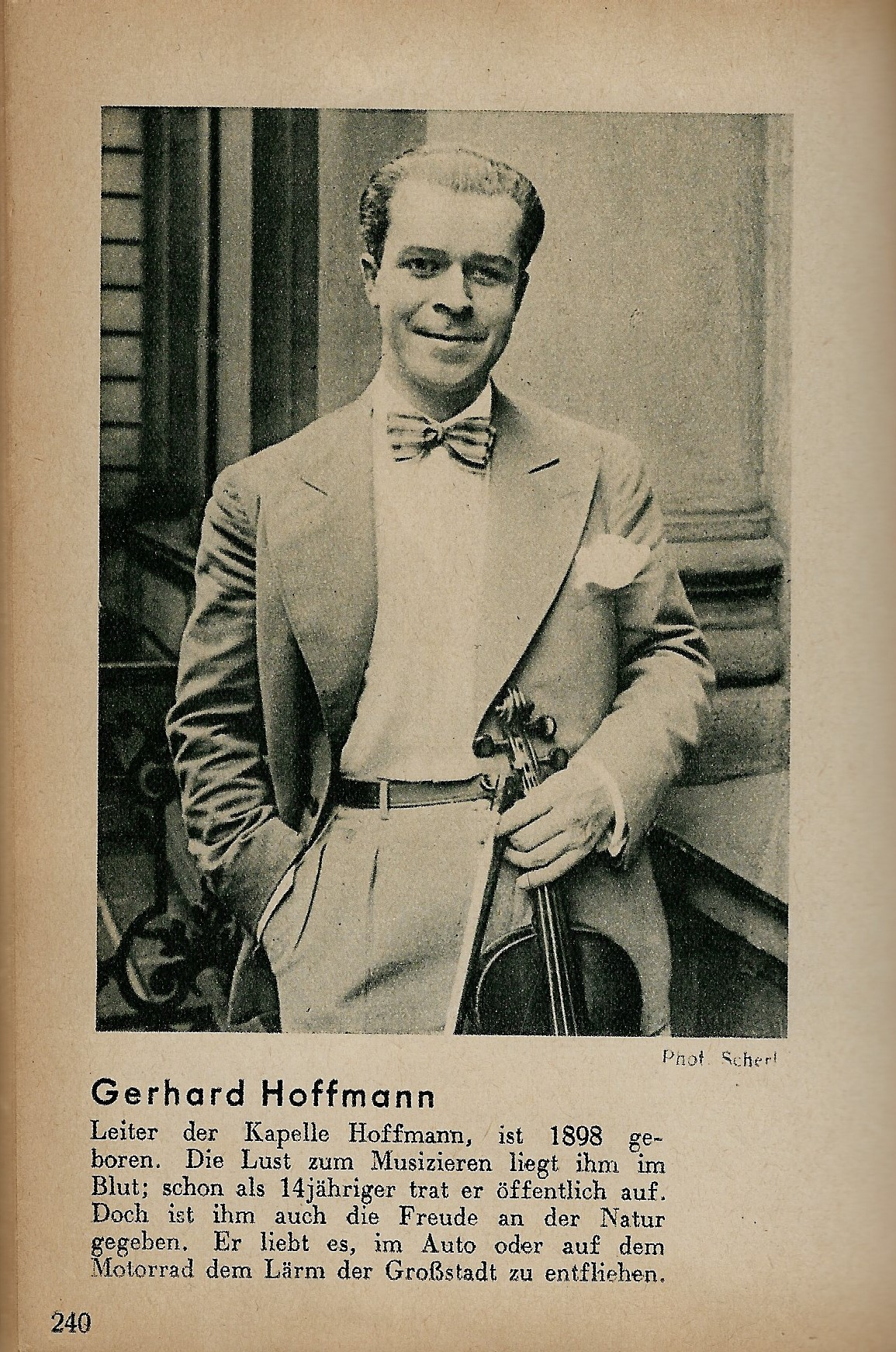
Gerhard Hoffmann

Gerhard Hoffmann (* 7. Juni 1898 in Bernsdorf, Kreis Hoyerswerda in Sachsen; † 9. Januar 1955 in Berlin) war ein deutscher Musiker, Arrangeur und Orchesterleiter.

## Leben und Wirken
Ungefähr ab 1927 arbeitete Gerhard Hoffmann mit seiner eigenen Tanzkapelle in Berlin, wo es 1927/28 zu ersten Plattenaufnahmen für die Electrola kam. Eine der ersten Aufnahmen des Orchesters war Froschkönigs Fackelzug vom Januar 1928. Außerdem war er 1927 als Filmpianist bei den Luna-Lichtspielen in Riesa tätig.  Nach den ersten Electrola-Aufnahmen tauchten er und sein Orchester als „Salonorchester Gerhard Hoffmann“ bei der Firma Kalliope auf, 1930 und 1931 folgten erneut Veröffentlichungen auf Electrola und für das Lindström-Label „Gloria“, in den Jahren danach zahlreiche Aufnahmen für kleinere Labels. 1934 erscheint das Orchester kurzzeitig bei dem Label „Telefunken“, von 1934 bis 1937 werden zahlreiche Aufnahmen auf „Kristall“ veröffentlicht. Als anonymes Tanzorchester taucht Gerhard Hoffmann auf den Labels „Triumph“ und „Woolco“ auf, die über Kaufhausketten vermarktet wurden. Die Anzahl der Plattenaufnahmen für verschiedene Labels zwischen 1927 und 1937 liegt im dreistelligen Bereich. Daneben war das Orchester ab 1927 auch regelmäßig im Radio zu hören.
Außerdem war Hoffmann mit seinem Orchester auch an Tonfilmen beteiligt, so zum Beispiel an „Ein ausgekochter Junge“ aus dem Jahr 1931, wo er in zwei Szenen kurz zu sehen ist. Das Orchester nahm Platten mit allen bekannten Sängern der 1930er Jahre auf, darunter Paul Dorn, Erwin Hartung, Leo Monosson, Luigi Bernauer und Kurt Mühlhardt, aber auch mit den Spree-Revellers und dem Schauspieler und Sänger Max Hansen. Im Jahr 1935 begleitete Gerhard Hoffmann Rudi Schuricke bei dessen ersten Solo-Aufnahmen nach dem Ende der Kardosch-Sänger. 1936 gab es einen weiteren sichtbaren Auftritt des Orchesters im Film Spiel an Bord.
1937 endet die Schallplattenkarriere von Gerhard Hoffmann abrupt. Das Label „Kristall“ wurde vom Lindström-Konzern übernommen, und im Zuge der damit einhergehenden Veränderungen wurde der bisherige Künstlerstamm, zu dem beispielsweise auch Fritz Domina gehörte, durch neue Musiker und Orchester ersetzt.
Im September 1938 übergab Hoffmann sein Orchester an Kurt Papenberg. Er selbst betrieb ab 1938/1939 eine Gaststätte am Kaiserplatz 10 (ab 1950: Bundesplatz 10). Das Gebäude wurde nach 1965 für den Bau der BAB 100 abgerissen.
Am 21. September 1920 heiratete Hoffmann Gertrud Niedanowski. Im Jahr 1947 wurde die Ehe geschieden. Am 27. Februar 1953 schloss er in Berlin-Schmargendorf seine zweite Ehe mit Gerda Martha Hildegard Kabiersch. Ab 1928 lebte Hoffmann in der Quitzowstraße 127 in Berlin-Moabit, ab 1934 in der Würzburger Straße 17 in Berlin-Schöneberg, von 1938 bis zu seinem Tod am Kaiserplatz 10. Am 8. August 1939 wurde er Vater eines außerehelichen Sohnes (Michael Ullrich Lang), der am 24. Juni 1948 an der Folge mehrerer Knochenbrüche starb.
Am 9. Januar 1955 starb Gerhard Hoffmann im Sankt Gertrauden-Krankenhaus in Wilmersdorf. Als Todesursache wird „Freitod durch Veronalvergiftung“ angegeben.

## Veröffentlichungen
- Die Goldene Ära deutscher Tanzorchester: Gerhard Hoffmann und sein Orchester. CD (NIVO, Jube, 1997).

## Schellackaufnahmen (Auswahl)
Gerhard Hoffmann veröffentlichte mit seinem Orchester zwischen 1927 und 1937 hunderte von Titeln auf den Labeln Electrola, Kalliope, Fama, Rot-Blau, Grammophon, Gloria, Kristall, Woolco und Triumph, einige davon anonym. Hier eine kleine Auswahl an Aufnahmen und Tonbeispielen:
- Froschkönigs Fackelzug, Kapelle Gerhart (sic) Hoffmann, E.G. 779 (1928)
- Ja, ja, die Frau’n sind meine schwache Seite, Saxophon-Tanz-Orchester, Kapelle Gerhard Hoffmann, Kalliope K1206 (1929)[12]
- Veronika der Lenz ist da, Tanz-Kapelle Gerhard Hoffmann, Gesang: Robert Koppel, Kalliope K1608 (1930)[13]
- Ach, Luise! / Was hast Du schon davon, wenn ich dich liebe, Max Hansen und das Gerhard Hoffmann Tanz Orchester, Grammophon 10054 (1933)[14]
- Sie hieß Marietta / Regentropfen, Gerhard Hoffmann mit seinem Tanz-Orchester, Gesang Paul Dorn (A) und Rudi Schuricke (B), Kristall 3568 (1935)[15]
- Wer sich die Welt mit einem Donnerschlag erobern will, Gerhard Hoffmann und sein Tanzorchester, Gesang von Rudolf Erhardt (Rudi Schuricke), Kristall 3588 (1936)[16]
- Eiskristalle / Czardas-Fox, Gerhard Hoffmann mit seinem Tanz-Orchester, Gesang Rudi Schricke (als Rudolf Erhard), Kristall 3586[17]
- Das verliebte Tanzorchester, Gerhard Hoffmann, Gesang Kurt Mühlhardt, Kristall 3522 (1935)[18]
- Wann kommt die Stunde / Nur Du, Maria! Gerhard Hoffmann und sein Tanzorchester, Gesang Rudi Schuricke (als Rudolf Erhard), Kristall 3604 (1936)[19][20]
- Alles tu ich aus Liebe zu dir, Gerhard Hoffmann Tanz-Orchester, Gesang Paul Dorn, Alles tu ich aus Liebe zu dir, Kristall 3646 (1937)[21]

## Filmbeteiligungen
- Ein ausgekochter Junge (1931)
- Zu Befehl, Herr Unteroffizier (1931)
- Hurrah – ein Junge! (1931)
- Wenn die Soldaten... (1931)
- Schön ist die Manöverzeit (1931)
- Hasenklein kann nichts dafür (1932)
- Kampf (1932)
- Das Tankmädel (1933)
- Peter, Paul und Nanette (1934)
- Alle Tage ist kein Sonntag (1935)
- Spiel an Bord (1936)
- Ruhe ist die erste Bürgerpflicht (1936/1937)